# Ad catholici sacerdotii
Ad catholici sacerdotii, en español "Al [grado] del sacerdocio católico", es la 25ª encíclica de Pío XI, datada el 20 de diciembre del 1935, en el 56.º aniversario de su ordenación sacerdotal. En ella trata del sacerdocio católico, dando indicaciones y orientaciones sobre la formación de los sacerdotes

## Estructura de la encíclica
El papa distribuye la encíclica en cinco apartados, precedidos de una introducción. En la versión original en el Acta Apostolica Sedis, cada apartado va precedido del ordinal romano. En la versión publicada en la página web del Vaticano se han añadido unas palabras que adelantan su contenido, y que también se utilizan en este artículo.
La división en apartados, no frecuente en las encíclicas de Pío XI, pone de manifiesto el interés del pontífice por exponer con claridad y amplitud el tema del sacerdocio y la extensión de su escrito, que en el Acta Apostolica Sedis ocupa 49 páginas.

## Contenido de la encíclica
Comienza el papa la encíclica expresando su atención a los sacerdotes

Ad catholici sacerdoti fastigium vixdum Nos arcano Providentis Dei consilio evecti, actuosam voluntatem Nostram ad eos convertere numquam destitimus, qui, in multis quos habemus in Christo filiis, sacerdotali dignitate aucti, id muneris susceperunt, ut «sal terrae et lux mundi» evaderent.
Desde que, por ocultos designios de la divina Providencia, nos vimos elevados a este supremo grado del sacerdocio católico, nunca hemos dejado de dirigir nuestros más solícitos y afectuosos cuidados, entre los innumerables hijos que nos ha dado Dios, a aquellos que, engrandecidos con la dignidad sacerdotal, tienen la misión de ser la «sal de la tierra y la luz del mundo».
Inicio de la encíclica

y enseguida indica cómo prestar esa atención y cuidado a aquellos jóvenes que se preparan para su ordenación sacerdotal, recordando las orientaciones que había dado para la formación de los seminaristas en la carta apostólica Officorum omnium, del 1 de agosto de 1022, dirigida al prefecto de la Sagrada Congregación de Seminarios y Universidades. 

### I. El sacerdocio católico y sus poderes
Pasa enseguida a tratar sobre el fundamento del sacerdocio y su ministerio al servicio de la Iglesia. El sacerdote es en verdad un ser humano pero elevado por Dios entre los hombres para servirles. El objeto de su oficio no son las cosas humanas y perecederas, sino las divinas y eternas. Para ello es constituido con un poder especial que queda de manifiesto en la celebración del sacrificio eucarístico.

Por donde se ve clarísimamente la inefable grandeza del sacerdote católico que tiene potestad sobre el cuerpo mismo de Jesucristo, poniéndolo presente en nuestros altares y ofreciéndolo por manos del mismo Jesucristo como víctima infinitamente agradable a la divina Majestad. Admirables cosas son éstas —exclama con razón San Juan Crisóstomo—, admirables y que nos llenan de estupor.
Encíclica Ad catholici sacerdotii: AAS vol. XXVIII (1936) p. 12

Pero el poder del sacerdote no solo lo ejerce sobre el cuerpo de Cristo, sino también sobre el Cuerpo místico, convertido en dispensador de los misterios de Cristo en favor de los hombres, entre los que destaca el poder de perdonar los pecados. Poderes que recibe a través del sacramento del orden que le sella con un carácter indeleble a través del que se convierte en sacerdote para la eternidad. Concluye este apartado mostrando la necesidad que tiene el sacerdote de santidad y ciencia, de llevar una vida 

### II. Santidad y virtudes sacerdotales
La alta dignidad del sacerdote le exige una santidad proporcionada, deben pues aspirar a la perfección pues, como dice Santo Tomás,  «Los mediadores entre Dios y el pueblo —dice Santo Tomás— deben tener limpia conciencia ante Dios y limpia fama ante los hombres». Tras hacer ver que el sacerdocio católico exige una santidad mayor que la que se pedía en el Antiguo Testamento, el papa destaca la santidad que exige la celebración de la eucaristía, la administración de los sacramentos y la predicación de la Palabra de Dios. La encíclica repasa las consecuencias que para los sacerdotes tiene su vocación a la santidad: la importancia de la oración, el celibato sacerdotal, la pobreza y el celo apostólico. 
Concluye ese apartado de la encíclica destacando cómo 

Esta necesidad de la virtud y del saber, y esta obligación, además, de llevar una vida ejemplar y edificante, y de ser aquel buen olor de Cristo que el sacerdote debe en todas partes difundir en torno suyo entre cuantos se llegan a él, se hace sentir hoy con tanta mayor fuerza y viene a ser tanto más cierta y apremiante cuanto que la Acción Católica, este movimiento tan consolador que tiene la virtud de impulsar las almas hacia los más altos Ideales de perfección, pone a los seglares en contacto más frecuente y en colaboración más íntima con el sacerdote
Encíclica Ad catholici sacerdotii: AAS vol. XXVIII (1936) p. 36

### III. Formación de los candidatos al sacerdocio

#### Los seminarios
El Papa establece los criterios y formas de la formación sacerdotal y da instrucciones muy claras a los obispos y profesores en los seminarios.  **enseñanza según Sto Tomas**Para él, el apoyo personal y los consejos de los seminaristas están en primer plano. Estipula que, si es posible, se debe abrir un seminario en cada diócesis. Por lo demás, en aquellas diócesis en las que no sea posible cumplir los requisitos que se establecen, deberá preverse un  seminario supra-diocesano (regional, central o nacional). Dependiendo de las condiciones locales, la cooperación del clero diocesano y religioso es necesaria para que estos centros adecuados para los estudios de la iglesia se puedan crear más fácilmente con fuerzas y recursos combinados mientras se preservan sus propios derechos y obligaciones.
Los superiores del seminario, a menos que los estatutos del seminario indiquen otro modo, serán nombrados por el obispo después de una cuidadosa deliberación. Todos los superiores deben preocuparse por el progreso del seminario, y deben tener conversaciones frecuentes con el obispo y los seminaristas para saber qué es mejor para el bien del conjunto y mejorar cada vez más la labor educativa. La selección de superiores y profesores también debe hacerse con especial cuidado y, al mismo tiempo, si no cumplen con los requisitos, sus permisos de docencia deben ser retirados.
El papa recuerda la necesidad de rezar y trabajar por las vocaciones sacerdotales, con las palabras del Señor

«La mies es mucha, mas los obreros pocos: rogad, pues, al dueño de la mies que mande obreros a su mies». ¿Qué oración puede ser más agradable al Corazón Santísimo del Redentor? ¿Cuál otra puede tener esperanza de ser oída más pronto y obtener más fruto que esta, tan conforme a los ardientes deseos de aquel divino Corazón? Pedid, pues, y se os dará.
Encíclica Ad catholici sacerdotii: AAS vol. XXVIII (1936) p. 45

y manifiesta su alegría al ver las vocaciones al sacerdocio que proceden de la Acción Católica, pero señala que el primer ámbito en el que florecen las vocaciones es las familias cristianas.

#### Los candidatos al sacerdocio
La adecuada formación de los candidatos al sacerdocio requiere una selección cuidadosa y, sobre todo, ayudar a los seminaristas a considerar seria y sinceramente ante Dios si tienen derecho a creer que están llamados al sacerdocio y las motivaciones por las que están llamados a esforzarse para poder hacerlo. juez. Se debe poner especial énfasis en los exámenes que se prescriben antes de recibir las sagradas órdenes. Por eso la lluvia debe observar y juzgar a los candidatos, este conocimiento debe provenir de su propia observación y de personas que conocen bien a los candidatos, especialmente sus párrocos, y de otros sacerdotes y laicos seleccionados

### IV. Conclusión
En la conclusión  el papa exhorta a los sacerdotes a responder a la llamada a la santidad tal como ha expuesto en la encíclica, la práctica de los ejercicios espirituales y los retiros mensuales siguiendo la recomendación de Pío X en su Exhortación al clero católico, y lo que el mismo Pío XI había aconsejado en su encíclica Mens nostra. De modo análogo exhorta a los seminaristas. Finalmente comunica que ha preparado una Misa votiva de Jesucristo, Sumo y Eterno Sacerdote, que se podrá celebrar los jueves, y que publica junto con la encíclica.